# Борцова
Борцова (словац. Borcová) — село, громада округу Турчянське Тепліце, Жилінський край. Кадастрова площа громади — 2.09 км².
Населення 143 особи (станом на 31 грудня 2018 року).

## Історія
Борцова згадується 1302 року.

## Географія
Протікають річка Чєрна Вода і Мошовський потік.

## Населення
| Рік:            | 1994. | 2004.    | 2014.    | 2024.   |
| --------------- | ----- | -------- | -------- | ------- |
| Кількість осіб: | 111   | 126      | 148      | 153     |
| Різниця:        |       | +13,51 % | +17,46 % | +3,37 % |

| Рік:            | 2023. | 2024.   |
| --------------- | ----- | ------- |
| Кількість осіб: | 151   | 153     |
| Різниця:        |       | +1,32 % |